# David Phelps
David Phelps (21 ottobre 1969) è un cantautore statunitense, meglio conosciuto per il suo ruolo da tenore nella Gaither Vocal Band.
Tuttavia ha anche pubblicato diversi album come solista. Il 13 gennaio 2008 è anche apparso in una puntata di Extreme Makeover Home Edition.